# Józef Zaleski (1850–1915)

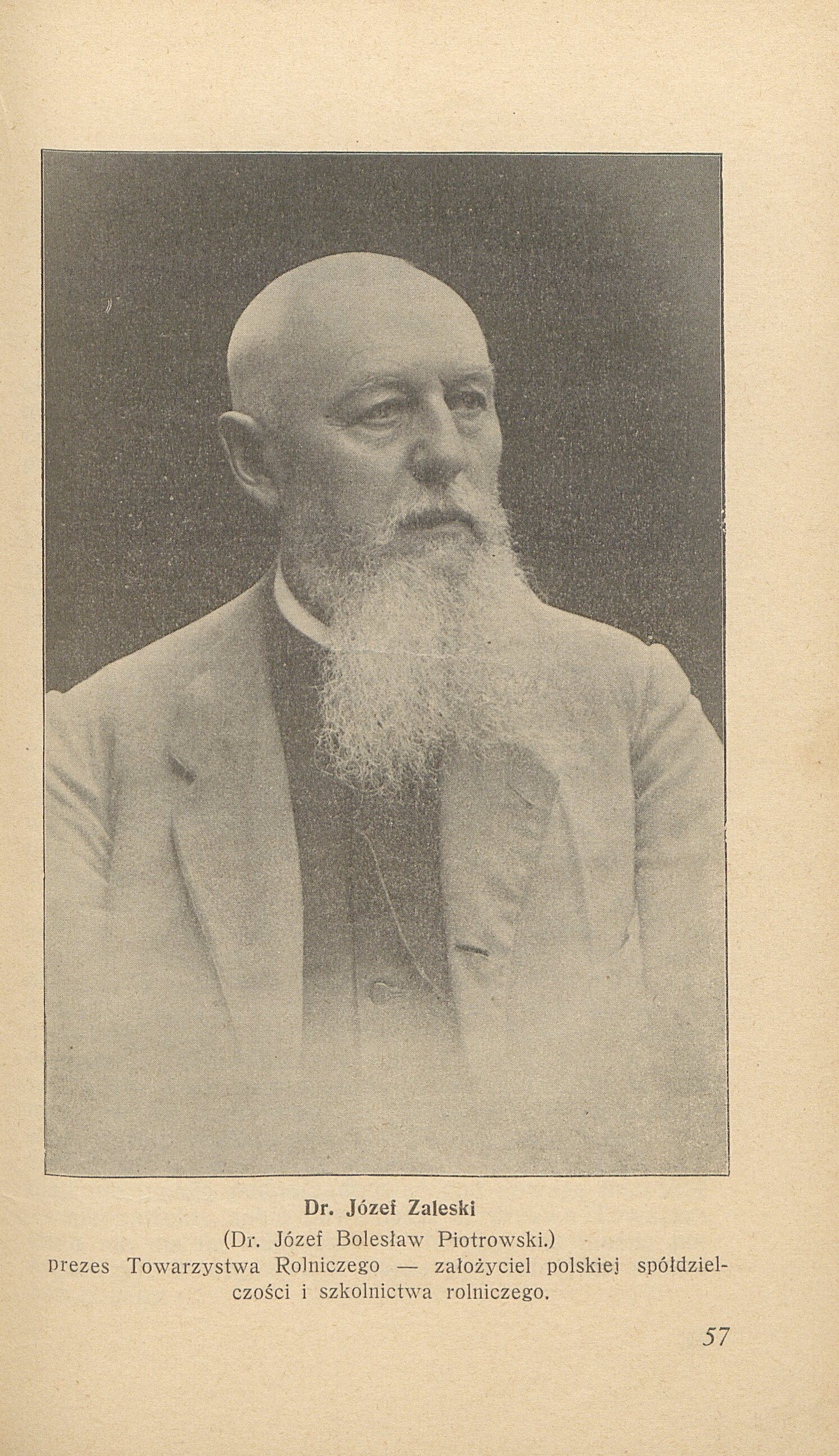

Józef Zaleski, właściwie Józef Bolesław Piotrowski, pseud. Kobza (ur. 3 lipca 1850 we Włodawie, zm. 1915) – polski publicysta, z zawodu lekarz.
Syn oficera wojsk napoleońskich. Absolwent medycyny w Warszawskiej Szkole Głównej. Mieszkał w dworku Zalesie we Władysławowie, później na żądanie władz carskich musiał opuścić teren Kongresówki. Przebywał w Stambule, pod Grazem, by w 1898 roku osiedlić się na Śląsku Cieszyńskim. Kupił gospodarstwo w Puńcowie. Opublikował liczne artykuły w "Rolniku Śląskim", broszury Stacja Doświadczalna w Puńcowie i Dwa Jubileusze Towarzystwa Rolniczego dla Ks Cieszyńskiego i Jerzego Cieńciały, nowelę Łza Ślązaczki (1895), poemat Psie Pole (1896) i powieść Ondraszek (1913-1914).